# Salvador Valdés Mesa
Salvador Valdés Mesa (sinh 13 tháng 6 năm 1945) là chính trị gia tại Cuba và là lãnh đạo liên đoàn lao động. Ông là Phó Chủ tịch thứ nhất từ tháng 4/2018 và là thành viên Bộ Chính trị Ban Chấp hành Trung ương Đảng Cộng sản Cuba.
Ông được bầu là người kế nhiệm Miguel Díaz-Canel là Phó Chủ tịch thứ nhất ngày 18/4/2018.

## Tiểu sử
Ông sinh ngày 13/6/1945 tại Camaguey

## Tham gia cách mạng
Sau chiến thắng Cách mạng Cuba năm 1959, ông tham gia Hội Thanh niên Quật khởi (Asociación de Jóvenes Rebeldes, AJR). Khi đó ông được bầu làm Tổng thư ký của Hội tại vùng Amancio Rodríguez thuộc tỉnh Camagüey.
Năm 1961, ông gia nhập Dân quân Cách mạng Quốc gia (Milicias Nacionales Revolucionarias). Giữa ngày 17 và 19/4/1961, ông tham chiến chống lại lực lượng phản động trong cuộc tấn công vào Playa Girón.
Ông tốt nghiệp năm 1983 với tư cách là kỹ sư nông nghiệp tại Học viện Nông nghiệp Cao cấp Ciego de Ávila.

## Công tác chính trị
Ông là lãnh đạo Liên đoàn Công nhân Trung ương Cuba và Đảng Cộng sản Cuba. Ông đảm nhiệm Bộ trưởng Bộ Lao động và An sinh Xã hội từ năm 1995 đến năm 1999, khi ông được bầu làm Bí thư thứ nhất Tỉnh ủy Camagüey.
Kể từ tháng 6 năm 2006, ông giữ chức vụ tổng thư ký Trung ương Liên đoàn Công nhân Trung ương Cuba.
Ông là đại biểu Quốc hội của Chính quyền Nhân dân từ năm 1993, của thành phố Santa Cruz del Sur.
Kể từ ngày 28/4/2008, ông là ủy viên Bộ Chính trị Đảng Cộng sản Cuba và sau đó là Phó Chủ tịch Hội đồng Nhà nước.

## Phó Chủ tịch thứ nhất Hội đồng Nhà nước
Trong kỳ họp thứ nhất Quốc hội Chính quyền Nhân dân khóa IX vào ngày 19 tháng 4 năm 2018, các đại biểu Quốc hội đã bầu ông làm Phó chủ tịch thứ nhất của Hội đồng Nhà nước và Hội đồng Bộ trưởng. Cho đến lúc đó, ông giữ chức Phó chủ tịch Hội đồng Nhà nước, sau khi đảm nhiệm các trọng trách đảng và công đoàn quan trọng. Trong Quốc hội khóa IX, ông là Đại biểu Quốc hội Chính quyền Nhân dân của đô thị Güines, tỉnh Mayabeque.

## Phó Chủ tịch nước Cộng hòa Cuba
Được bầu làm Phó Chủ tịch nước Cộng hòa Cuba (chức vụ mới theo quy định của Hiến pháp được thông qua vào tháng 4 năm 2019) trong kỳ họp bất thường của Quốc hội khóa IX được tổ chức vào ngày 10 tháng 10 năm 2019 tại Cung điện Havana, với nhiệm kỳ cho đến năm 2023.